# Conisania
Conisania är ett släkte av fjärilar som beskrevs av George Francis Hampson 1905. Conisania ingår i familjen nattflyn, Noctuidae.

## Dottertaxa tillConisania, i alfabetisk ordning[1][2]
- Conisania arida Lederer, 1855
- Conisania capsivora Draudt, 1933
- Conisania egenoides Boursin, 1966
- Conisania leineri Freyer, 1836, Vitribbat strandfly
- Conisania leuconephra Draudt, 1950
- Conisania luteago (Denis & Schiffermüller, 1775), Glimrotsfly
- Conisania mienshani Draudt, 1950
- Conisania renati Oberthür, 1890
  - Conisania renati meszanesi Ronkay & Varga
- Conisania roseipicta Draudt, 1950
- Conisania stereotypa Koshantschikov., 1925
- Conisania suavis Staudinger, 1892
- Conisania xanthothrix Boursin, 1960